# Ravensthorpe, Australien
Ravensthorpe är en ort i Australien. Den ligger i kommunen Ravensthorpe och delstaten Western Australia, omkring 430 kilometer sydost om delstatshuvudstaden Perth.
Trakten runt Ravensthorpe är nära nog obefolkad, med mindre än två invånare per kvadratkilometer.. Det finns inga andra samhällen i närheten. 
Omgivningarna runt Ravensthorpe är i huvudsak ett öppet busklandskap. Genomsnittlig årsnederbörd är 518 millimeter. Den regnigaste månaden är juli, med i genomsnitt 82 mm nederbörd, och den torraste är februari, med 15 mm nederbörd.